# Jimmy Crack Corn
Pour les articles homonymes, voir Jimmy Crack Corn (Eminem).
Jimmy Crack Corn est une chanson traditionnelle américaine de minstrel show composée dans les années 1840. La chanson est narrée par un esclave qui se lamente  de la mort de son maître dans un accident d'équitation. Des auteurs ont toutefois interprété la chanson comme ayant un sous-texte de célébration de la mort du maître par l'esclave, l'esclave ayant contribué à la mort du maître par sa négligence.